# Voces contra el Terrorismo
Voces contra el Terrorismo es una asociación española que se creó en el año 2000 por un grupo de víctimas del terrorismo, con el objetivo de reivindicar la “memoria, dignidad y justicia” de todas aquellas personas que han sufrido algún tipo de violencia terrorista. Fue fundada por su actual presidente, Francisco José Alcaraz Martos, cuyo hermano y dos sobrinas fueron asesinados en el atentado contra la casa cuartel de la Guardia Civil en Zaragoza.
Según el manifiesto inaugural de la asociación, entre sus reivindicaciones principales destaca la derrota policial y judicial de ETA y el rechazo a cualquier tipo de negociación con dicha banda terrorista.
La asociación Voces contra el Terrorismo se financia a través de las aportaciones de sus socios y realiza manifestaciones y concentraciones en apoyo a las víctimas del terrorismo en España. Además, en fechas señaladas la plataforma rinde homenaje a víctimas de atentados perpetrados por terroristas.
El 8 de septiembre de 2012, la asociación de víctimas se concentró frente al ministerio de Justicia en Madrid para tratar de impedir la excarcelación del terrorista Josu Uribetxeberría Bolinaga, secuestrador de Ortega Lara puesto en libertad durante el Gobierno de Mariano Rajoy.